# 브레이브 엔터테인먼트의 음반
이 문서는 브레이브 엔터테인먼트에서 발매한 음반의 목록이다.

## 2000년대 ~ 2010년대
- 2009년 8월 18일 용감한 형제 - Attitude[1]
- 2009년 12월 8일 용감한 형제 - Passionate
- 2010년 4월 2일 용감한 형제 - [Digital Single] 슬픈 음악
- 2010년 6월 3일 일렉트로보이즈 - Electroboyz:First Single
- 2010년 9월 3일 용감한 형제,일렉트로보이즈, 마부스 - The Classic[2]
- 2010년 12월 8일 일렉트로보이즈 - [Digital Single] 슈퍼걸[3]
- 2011년 2월 10일 용감한 형제 - [Digital Single] Beautiful Girl[4]
- 2011년 4월 8일 브레이브걸스 - Brave Girls:The Difference
- 2011년 7월 14일 용감한 형제,일렉트로보이즈 - [Digital Single] Break Up[5]
- 2011년 7월 29일 브레이브걸스 - Back To Da Future
- 2011년 8월 26일 브레이브걸스 - [Digital Single] 툭하면 (Remix Ver.)
- 2011년 11월 17일 일렉트로보이즈 - Rebirth
- 2012년 2월 22일 브레이브걸스 - Re-Issue
- 2012년 4월 26일 일렉트로보이즈 - Electrify
- 2012년 6월 18일 일렉트로보이즈 - [Digital Single] 데려다 줄게
- 2012년 7월 12일 빅스타 - BIGSTART
- 2012년 10월 2일 일렉트로보이즈 - [Digital Single] 개가수[6]
- 2012년 10월 4일 빅스타 - BLOSSOM
- 2012년 11월 28일 빅스타 - [Digital Single] 느낌이 와 (I Got The Feeling)
- 2013년 1월 22일 용감한 형제 - [Digital Single] AllShare Star DJ Spider (Produced by 용감한 형제)
- 2013년 1월 22일 차쿤 - [Digital Single] 놀아도[7]
- 2013년 2월 21일 필독 - [Digital Single] 어이없네[8]
- 2013년 2월 25일 필독 - [Digital Single] 어이없네 욕이씀 Ver.[9]
- 2013년 4월 2일 일렉트로보이즈 - In love
- 2013년 4월 30일 일렉트로보이즈, 박수진 - [Digital Single] 떨려도
- 2013년 8월 8일 빅스타 - Hang Out
- 2013년 8월 31일 브레이브걸스 - [Digital Single] For You (포유)
- 2013년 9월 9일 차쿤,필독,마부스 - 듀스 20주년 현정앨범 Part.2[10]
- 2013년 9월 17일 일렉트로보이즈 - [Digital Single] 비가 와
- 2013년 11월 22일 일렉트로보이즈 - 더 트루스
- 2013년 12월 12일 빅스타 - [Digital Single] 홀로서기
- 2013년 12월 26일 일렉트로보이즈,빅스타,브레이브걸스,박수진 - [Digital Single] 올해가 가고 (Produced by 용감한 형제)
- 2014년 3월 14일 박수진 - [Digital Single] 내 얘기야
- 2014년 3월 18일 일렉트로보이즈 - [Digital Single] 뱅뱅사거리
- 2014년 4월 14일 박수진 - 음악여행 예스터데이 9회[11]
- 2014년 9월 12일 빅스타 - [Digital Single] 너를 지워본다
- 2014년 11월 14일 마부스 - 자기최면 (Self-Hypnosis)
- 2015년 1월 22일 원펀치 - The Anthem
- 2015년 3월 13일 용감한 형제 - [Digital Single] 아침 점심 저녁
- 2015년 5월 4일 박수진 - 점핑걸OST `난 괜찮아`
- 2015년 6월 5일 원 - [Digital Single] #Jeilx[12]
- 2015년 9월 4일 빅스타 - Shine a Moonlight
- 2015년 9월 5일 원 - 쇼미더머니 4 Part.7[13]
- 2015년 10월 15일 일렉트로보이즈 - [Digital Single] 다이아몬드[14]
- 2016년 2월 16일 브레이브걸스 - [Digital Single] 변했어[15]
- 2016년 4월 8일 사무엘 - [Digital Single] SPOTLIGHT[16]
- 2016년 5월 25일 첼시 - [Digital Single] Mystery
- 2016년 6월 27일 브레이브걸스 - HIGH HEELS
- 2016년 7월 30일 일렉트로보이즈 - Sunglasses
- 2016년 9월 1일 브레이브걸스 - [Digital Single] 유후 (우린 아직 여름)
- 2017년 3월 7일 브레이브걸스 - Rollin
- 2017년 3월 9일 사무엘 - [Digital Single] 나야 나 (PICK ME)[17]
- 2017년 5월 6일 사무엘 - [Digital Single] 나야 나 (PICK ME) (Piano Ver.)[17]
- 2017년 8월 2일 사무엘 - SIXTEEN
- 2017년 9월 8일 원카인 - [Digital Single] Yo Vibe[18]
- 2017년 10월 13일 빅스타, 은지, 유정 - [Digital Single] THE UNI+ 마이턴 (My Turn)[19]
- 2017년 10월 20일 빅스타 - [Digital Single] THE UNI+ 빛 (Last One)[20]
- 2017년 10월 29일 유진경 - [Digital Single] 믹스나인 Part.1
- 2017년 11월 16일 사무엘 - Eye Candy
- 2017년 11월 19일 유진경 - [Digital Single] 믹스나인 Part.3
- 2017년 12월 27일 사무엘 - 분홍분홍해 OST[21]
- 2018년 1월 14일 필독, 래환 - [Digital Single] THE UNI+ B STEP 1
- 2018년 1월 16일 사무엘 - [Digital Single] 겨울밤
- 2018년 2월 10일 필독 - [Digital Single] THE UNI+ FINAL
- 2018년 2월 13일 사무엘 - 크로스 OST Part.2
- 2018년 3월 28일 사무엘 - ONE
- 2018년 5월 30일 사무엘 - TEENAGER
- 2018년 8월 11일 브레이브걸스 - [Digital Single] Rollin (NEW VERSION)
- 2018년 8월 27일 주드 - 복수노트 2 OST Part.1
- 2018년 9월 3일 필독,사무엘 - 복수노트 2 OST Part.2
- 2019년 2월 17일 용감한 홍차[22] - [Digital Single] 사람들[23]
- 2019년 11월 7일 차쿤, 민영 - [Digital Single] 눈물 2019

## 2020년대
- 2020년 2월 3일 다크비 - YOUTH
- 2020년 5월 25일 다크비 - LOVE
- 2020년 8월 14일 브레이브걸스 - [Digital Single] We Ride
- 2020년 10월 26일 다크비 - GROWTH
- 2021년 3월 30일 다크비 - The Dice Is Cast
- 2021년 6월 17일 브레이브걸스 - Summer Queen
- 2021년 7월 9일 브레이브걸스 - [Digital Single] 나 혼자 여름 (Piano Ver.)
- 2021년 7월 14일 브레이브걸스 - [Digital Single] Taste of Korea[24]
- 2021년 7월 16일 브레이브걸스 - [Digital Single] RED SUN
- 2021년 8월 23일 브레이브걸스 - After 'We Ride'
- 2021년 10월 28일 다크비 - [Digital Single] Rollercoaster
- 2022년 3월 14일 브레이브걸스 - THANK YOU
- 2022년 4월 28일 다크비 - REBEL
- 2022년 5월 23일 브레이브걸스 - [Digital Single] 어쩌다2[25]
- 2022년 5월 27일 브레이브걸스 - [Digital Single] Whistle[26]
- 2022년 5월 30일 힙콩즈 - [Digital Single] BAM
- 2022년 8월 25일 다크비 - AUTUMN
- 2023년 2월 16일 브레이브걸스 - [Digital Single] Goodbye
- 2023년 6월 14일 다크비 - 𝐈 𝐍𝐞𝐞𝐝 𝐋𝐨𝐯𝐞
- 2023년 8월 14일 다크비 - We Love You
- 2023년 8월 20일 브레이브걸스 - Brave Girls Best Album
- 2023년 9월 21일 다크비 - [Digital Single] The Wave
- 2023년 11월 30일 다크비 - HIP
- 2024년 3월 27일 캔디샵 - Hashtag#
- 2024년 6월 12일 캔디샵 - Girls Don't Cry
- 2024년 7월 17일 다크비 - Urban Ride
- 2024년 9월 30일 다크비 - [Digital Single] Hello, Goodbye
- 2025년 3월 18일 캔디샵 - [Digital Single] TIP TOE
- 2025년 ?월 ?일 다크비 - 미정
- 2025년 ?월 ?일 캔디샵 - 미정